# مارك هاريس (ملحن أسترالي)
مارك هاريس (بالإنجليزية: Mark Harris)‏ هو عازف جاز وملحن أسترالي، ولد في 3 يونيو 1975.